# Real Club Náutico de Puerto de Pollensa
El Real Club Náutico de Puerto de Pollensa (RCNPP) es un club náutico español ubicado en Puerto de Pollensa, Mallorca (España). 
Fue fundado en 1961 y ocupa una superficie de 2.500 metros cuadrados.

## Historia
El club se gestó en 1959, cuando un grupo de residentes en el Puerto de Pollensa iniciaron las gestiones para crear el club. Finalmente, el 23 de abril de 1961 se constituyó oficialmente la nueva entidad con el nombre de Club Náutico de Puerto de Pollensa, bajo la presidencia de Francisco Javier Marichalar y Bruguera, marqués de Ciria, con 25 socios.
En enero de 1993, el Rey Juan Carlos I concedió el título de Real al club, cambiando su denominación a la actual de Real Club Náutico de Puerto de Pollensa.

## Actividad deportiva
El Club ha organizado los siguientes campeonatos nacionales e internacionales: 
- 1999: Campeonato del Mundo de windurf
- 1999: Campeonato de España de la clase Tornado
- 1999: Campeonato de España de Pesca de Altura
- 2001: Copa de España de windsurf
- 2002: Campeonato del Mundo de Pesca de Altura
- 2004: Campeonato de Europa de la Clase Flying Fifteen
- 2007: Campeonato del Mundo de Clase Flying Fifteen